# Synagoge (Winterswijk)

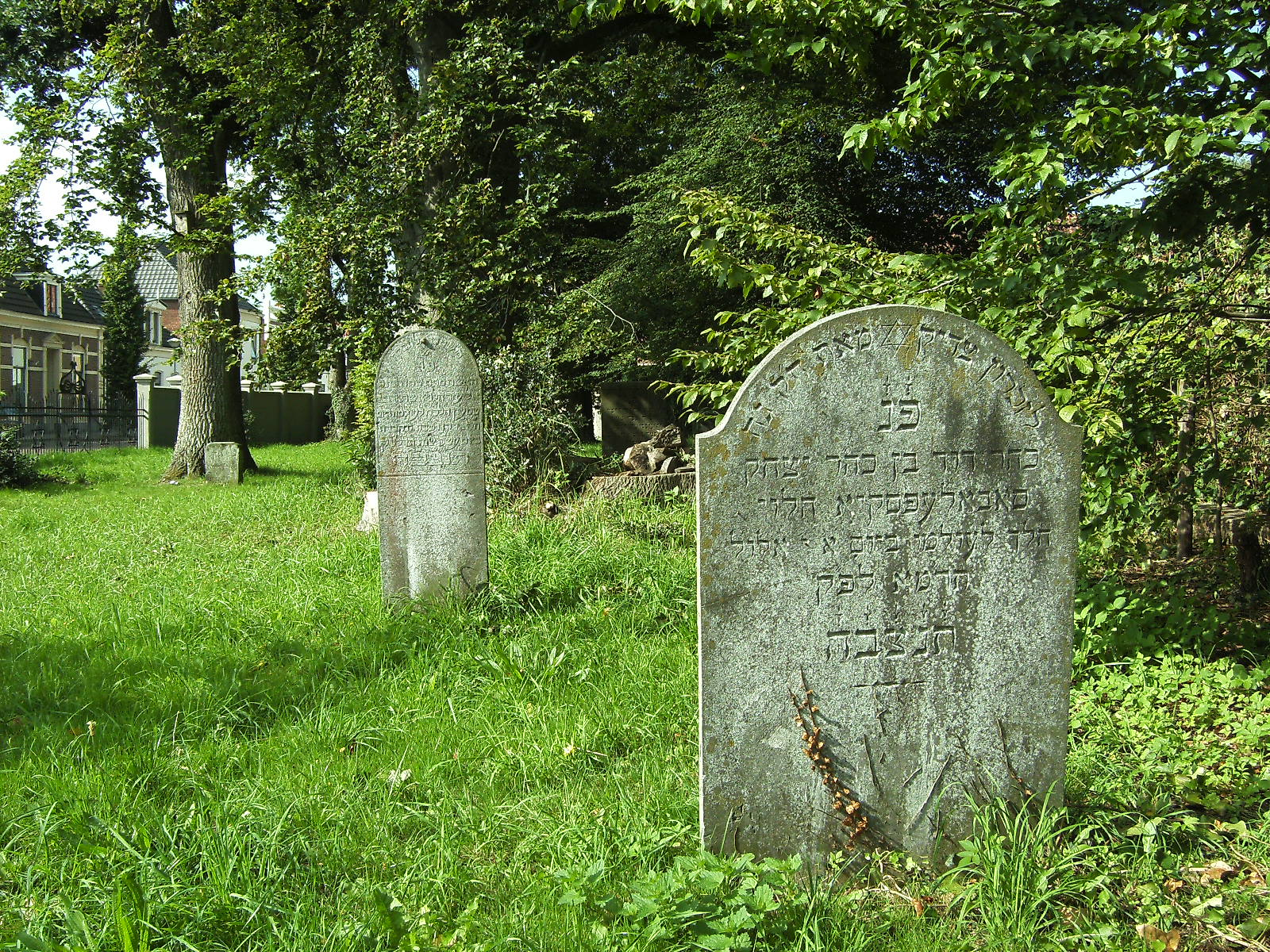
Begraafplaats Spoorstraat

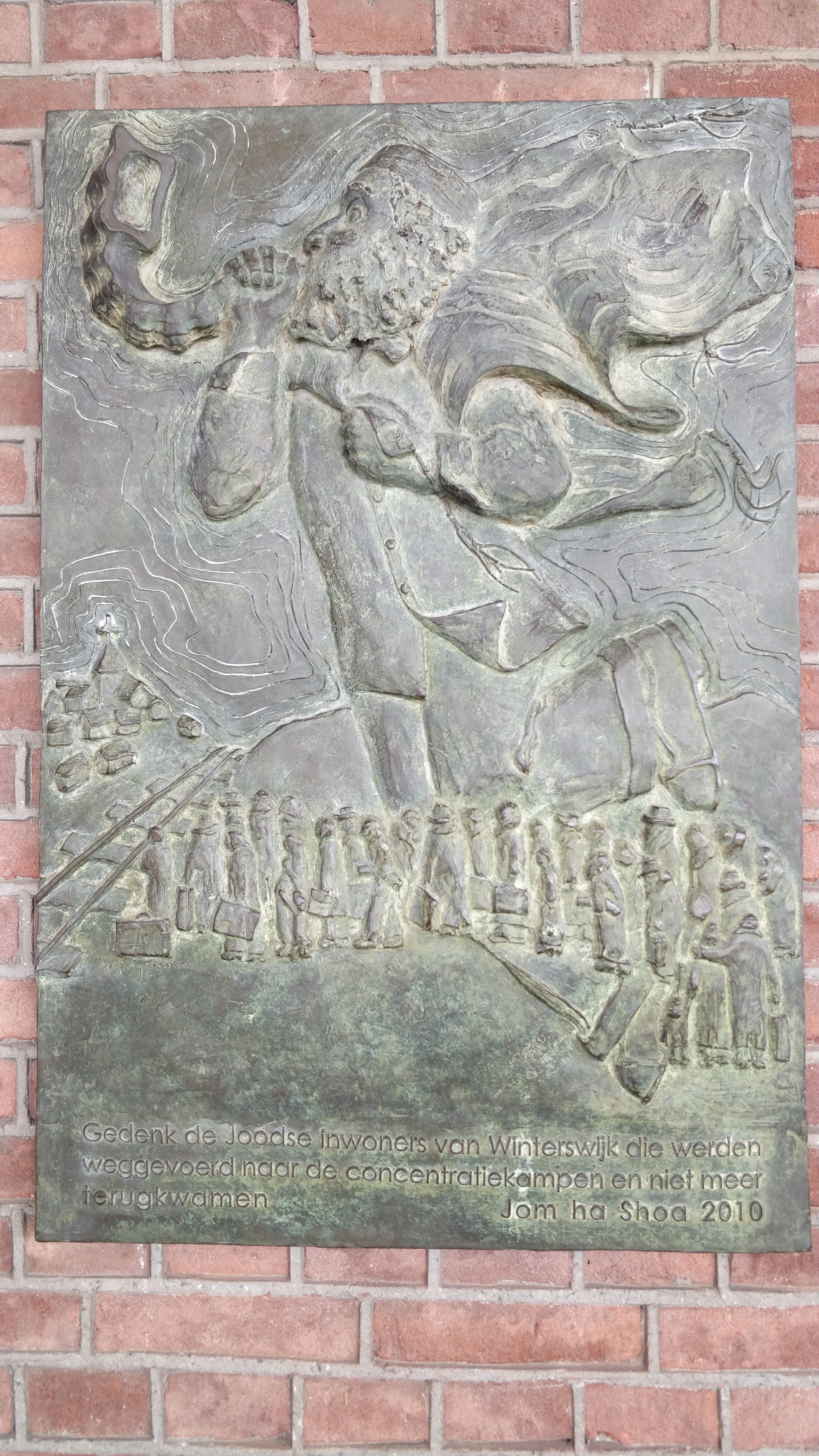
Plaquette station

De Synagoge van Winterswijk is een in 1889 gebouwde synagoge. Hij vormt samen  met het mikwe (badhuis), de begraafplaats, het schoolgebouw en de woning voor de chazan een gebouwencomplex dat herinnert aan de eens bloeiende Joodse gemeenschap in Winterswijk. Het geheel is erkend als rijksmonument. In de synagoge vindt enkele malen per jaar een dienst plaats.

## Geschiedenis
In het jaar 1700 had Winterswijk één Joodse inwoner. In de 18e eeuw nam de Joodse gemeenschap in aantal toe. Aan het einde van de 18e eeuw ontstond er een joodse gemeente die in 1800 een officiële status kreeg. In 1847 werd aan de Jodensteeg een synagoge ingewijd die tot 1889 dienst heeft gedaan. Halverwege de 19e eeuw groeide de joodse gemeente snel.
In 1889 werd bij de begraafplaats aan de Spoorstraat een nieuwe synagoge gebouwd. Het complex omvatte later ook een school voor godsdienstonderwijs en een woning voor de voorzanger. Aan de Misterweg kwam tezelfdertijd een nieuwe begraafplaats tot stand. Naast de kerkenraad en het kerkbestuur, dat tevens dienstdeed als armbestuur, was er ook een penningmeester voor het Heilige Land (het Bijbelse Israël). Verscheidene genootschappen waren actief op godsdienstig, sociaal en cultureel gebied. Rond 1920 volgde een aantal Palestina-pioniers uit Deventer een opleiding in de streek.

### Tweede Wereldoorlog
Tijdens de Tweede Wereldoorlog werden de joden van Winterswijk getroffen door beperkende maatregelen. In september 1941 werd in Winterswijk nog een regionale joodse lagere school opgezet, die tot april 1943 bestaan heeft. Al in oktober 1941 werden in Winterswijk de eerste joden opgepakt. De deportaties naar Westerbork en de vernietigingskampen begonnen in november 1942 en duurden tot april 1943. De meeste joden werden omgebracht door de bezetters, enkelen joden wisten in leven te blijven door onder te duiken. Enkele joden zijn teruggekeerd uit de kampen. De synagoge werd geplunderd en meubilair vernield. Het gebouw werd als gymnastieklokaal gebruikt.

### Na de Tweede Wereldoorlog
Na de oorlog werd het joodse leven in Winterswijk hervat. De synagoge werd gerestaureerd en ingericht met meubilair en rituele voorwerpen afkomstig van opgeheven joodse gemeenten. In 1951 werd het gebouw opnieuw ingewijd. In 1982 werd begonnen met een restauratie die in 1984 voltooid werd. In april 2002 werd in Winterswijk, aan het Mevrouw Kuipers-Rietbergplein, tegenover het gemeentehuis, een monument ter nagedachtenis aan de omgekomen Winterswijkse joden onthuld. Op het perron van het spoorwegstation houdt een bronzen plaquette van de hand van Jip Wijngaarden de herinnering aan de wegvoering van Joden vanaf die plaats levend.
Sinds 2021 is het gebouw eigendom van de Stichting Cultuurbehoud Achterhoek, die opnieuw een grote opknapbeurt uitvoerde. Daarna werd de synagoge op 18 mei 2025 heropend door opperrabbijn Binyomin Jacobs door het aanslaan van een mezoeza aan de voordeur.